# 洛川东路
洛川东路是中華人民共和國上海市靜安區一條東西走向道路，东起北宝兴路，西至共和新路，道路全长944米，宽19.7米，始建於1978年，道路位於洛川路以東，所以得名洛川東路。1992年8月，東方明珠股份有限公司對洛川東路進行開發，1994年底，洛川東路餐飲休閒娛樂街開張，街區營業面積5.2萬平方米。